# Midtown Recording
Midtown Recording (antigamente conhecido como Right Track Studio) é um estúdio de gravação localizado em Cleveland, Ohio. 
É um "estúdio de gravação digital de 24 faixas e 24 bits" que também é capaz de gravar ao vivo por causa de sua localização atrás do Forward Hall Concert Club.
Durante os anos 80, Right Track certa vez empregou o músico Trent Reznor (do Nine Inch Nails) como faz-tudo. O dono Bart Koster o permitiu gravar demos durante seu tempo livre, e elas foram enviadas por diversas gravadoras para garantir um contrato. Muitas canções destas demos, disponíveis no bootleg Purest Feeling, foram mais tarde incluídas no álbum Pretty Hate Machine.